# Fons Zinken
A.J.G. (Fons) Zinken (Berg en Terblijt, 10 december 1942) is een Nederlands politicus namens de Partij Nieuw Limburg en Leefbaar Nederland.
Zinken begon zijn loopbaan als ambtenaar in de gemeente Echt. Vanaf 1993 tot 2003 zat hij in de Provinciale Staten van Limburg namens de Partij Nieuw Limburg. Sinds 1997 was hij ook fractievoorzitter. Zinken was tevens voorzitter van de Stichting Ir. Marten Bierman, het wetenschappelijk bureau van de Onafhankelijke Senaatsfractie (OSF).
In 2003 dacht Zinken gekozen te zijn tot Eerste Kamerlid voor de OSF. Lijsttrekker Zinken had de meeste stemmen gekregen maar één stem in Noord-Holland bleek verkeerd te zijn waardoor de nummer twee Henk ten Hoeve met voorkeurstemmen verkozen werd.
Vanaf 2004 was Zinken interim-voorzitter van het noodlijdende Leefbaar Nederland. Hij heeft de partij bestuurd gedurende de rechtsgang wegens ten onrechte verstrekte subsidies aan Leefbaar Nederland. Eind 2007 maakte Zinken bekend dat Leefbaar Nederland de juridische procedures verloren had en werd opgeheven.
Van begin 2008 tot medio 2020 was Zinken voorzitter van de Vereniging voor Plaatselijke Politieke Groeperingen (VPPG). Hierna werd hij penningmeester.
- Parlement.com: vgfl1g3v6jnz